# Monumento a José Rizal (Madrid)
El monumento a José Rizal es un monumento dedicado a la memoria de José Rizal, un nacionalista filipino que se considera uno de los héroes nacionales del país, en Madrid (España). Se encuentra en una esquina del Parque de Santander a lo largo de la avenida de Filipinas en el distrito de Chamberí, y es una réplica casi exacta del monumento llamado Moto Stella que se encuentra en el parque Rizal de Manila.

## Historia
Se construyó el monumento en 1996.
Aunque la mayoría de los países con monumentos a Rizal los construyeron en los años 1960 para conmemorar el centenario de su nacimiento, se obstaculizó la construcción de un monumento en España por la persistencia de un sentimiento negativo que consideraba Rizal como "traidor" al país. En los años siguientes había un cambio de actitudes dentro de la sociedad española que, al final, permitió la construcción de un monumento casi un siglo después de su fusilamiento a manos de las autoridades españolas, un evento que provocó la Revolución filipina.
El monumento se inauguró el 5 de diciembre de 1996 por el presidente filipino Fidel V. Ramos como parte de una multitud de conmemoraciones y festivos para celebrar el centenario de la independencia filipina dos años después. También asistieron en la inauguración el exvicepresidente Salvador Laurel que desempeñó en aquel tiempo el cargo de presidente de la Comisión Nacional del Centenario, el ministro de Asuntos Exteriores español Abel Matutes y Alberto Ruiz-Gallardón, el entonces presidente de la Comunidad de Madrid.
En los finales de 2010 fue vandalizado el monumento. El 18 de noviembre de aquel año el hermano Jezreel Jakosalem, un sacerdote visitante del Orden de Agustinos Recoletos y administrador de bienes de la Universidad de Negros Occidental-Recoletos en la ciudad de Bacólod, dio una noticia al The Visayan Daily Star, el principal periódico de su ciudad, sobre la presencia de grafiti en rojo con mensajes antimasónicos que posiblemente señalaba a las entonces simpatías de Rizal para el movimiento. La embajada de Filipinas en España pidió al ayuntamiento de Madrid que limpie el monumento y lo hizo el día siguiente.